# ماركوس كوستا
ماركوس كوستا (6 أبريل 1979 - ) هو ملاكم برازيلي، صنّف ضمن فئة وزن خفيف الوسط ‏.